# Coemptio
Coemptio (od łac. emptio, kupno) – w prawie rzymskim jeden ze sposobów (obok confarreatio i usus) wejścia kobiety (conventio in manum) pod władzę agnacyjną (manus) męża (lub jego pater familias) w formie uroczystego „kupna” żony.
Coemptio przeprowadzano poprzez pozorną sprzedaż mancypacyjną kobiety we władzę męża. Aktu tego można było dokonać zarówno przed, jak i po zawarciu małżeństwa.